# Pradolina

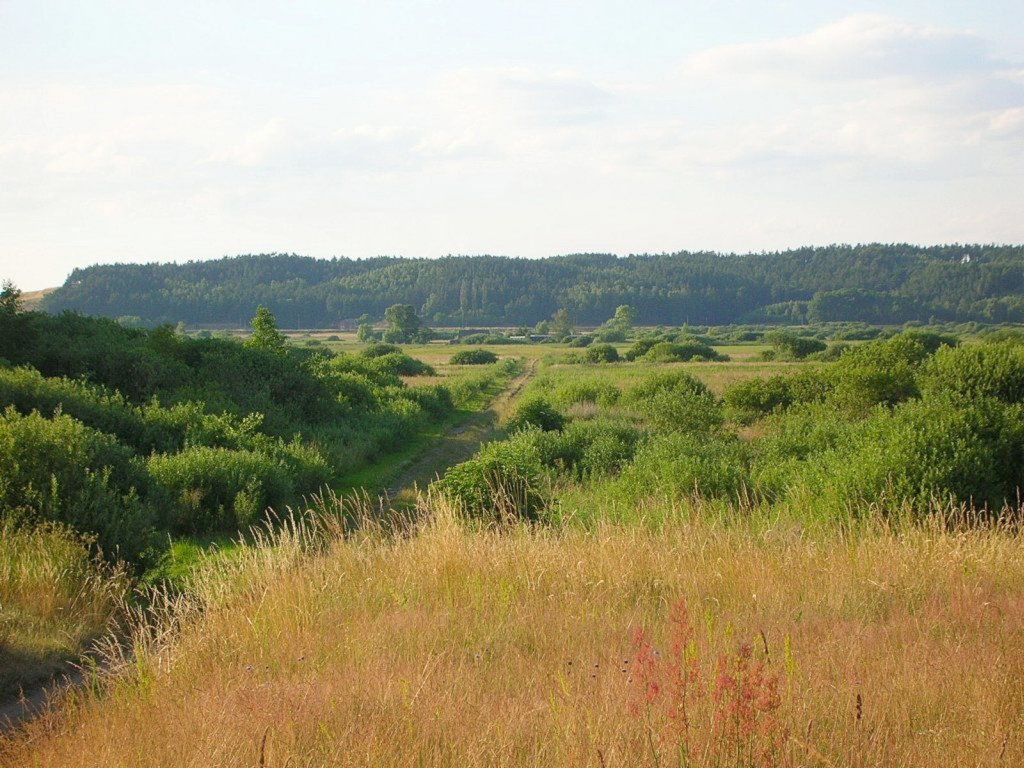
Pradolina Toruńsko-Eberswaldzka między Bydgoszczą a Nakłem nad Notecią; jej dnem przekopano Kanał Bydgoski

Pradolina – element rzeźby terenu stanowiący szerokie obniżenie o płaskim dnie. Pradoliny powstawały w czasie cofania się lądolodu na jego przedpolu w wyniku działalności wód z topniejącego lodowca i wód rzecznych płynących z południa, które połączywszy się utworzyły ogromne rzeki, płynące w kierunku zachodnim, zgodnie z ogólnym nachyleniem kontynentu europejskiego.

## Powstawanie pradolin
Pradoliny powstawały na przedpolu lądolodu, a płynące nimi rzeki miały bieg równoległy do jego czoła. Rzeki płynące pradolinami odprowadzały zarówno wody roztopowe od lądolodu, jak i wody rzeczne płynące z południa. Ponieważ najkrótszą drogę na północ zamykał lodowiec – wody te płynęły bądź na zachód, ku Atlantykowi i Morzu Północnemu (większa część), bądź też na wschód, ku Morzu Czarnemu (mniejsza część).
Jako że rzeki te transportowały dużą ilość materiału, ich koryta miały charakter roztokowy (tj. akumulacja przeważała nad erozją, rzeki były płytkie, miały wiele niestabilnych, równorzędnych koryt porozcinanych licznymi niezarośniętymi wyspami śródrzecznymi).
W takich warunkach wody płynące pradolinami nagrzewały się i w strefie klimatu peryglacjalnego skutecznie erodowały wieloletnią zmarzlinę (erozja termiczna), co powodowało systematyczne poszerzanie dolin. Szerokość pradolin na terenie Polski wynosi od 2 do 20 i więcej km. Charakteryzuje je płaskie, torfiaste lub piaszczyste dno, ograniczone stromymi nieraz krawędziami o wysokości do 30–50 m. W zboczach pradolin występują też czasem terasy wielokilometrowej szerokości.
Obecnie z pradolin korzystają częściowo współczesne rzeki, lecz przeważnie tylko odcinkami, ponieważ bliskość Bałtyku sprzyja rozwojowi odpływu wprost ku północy.

## Typy pradolin
Pradoliny dzielimy na:
- konsekwentne – powstają, gdy ogromne masy wody pochodzące z topniejącego lodowca odpływają najkrótszą drogą do morza;
- subsekwentne – powstają w pewnej odległości od czoła lodowca w wyniku połączenia sił wód płynących od czoła lodowca (wody proglacjalne) i wód ekstraglacjalnych, na powierzchni, która była nachylona przeciwnie do kierunku ruchu lodowca.

## Pradoliny Niżu Środkowoeuropejskiego
Na Niżu Środkowoeuropejskim wyróżnia się pradoliny:
- Podkarpacką,
- górnej Wisły,
- Wrocławsko-Magdeburską,
- Barucko-Głogowską,
- Warszawsko-Berlińską,
- Toruńsko-Eberswaldzką,
- Redy-Łeby (Kaszubską),
- Pomorską,
- Drwęcy,
- Narwi i Biebrzy,
- Wieprza i Krzny.

Ich dna są przeważnie dość płaskie, a zbocza strome.
Największymi pradolinami na terenie Polski są:
1. Pradolina Warszawsko-Berlińska, wykorzystywana na pewnych odcinkach przez dzisiejsze rzeki: Bzurę (od Łęczycy do Łowicza), Wartę (od Koła do Śremu), Obrę (od Kościana do ujścia) i Odrę (od ujścia Obry do ujścia Nysy Łużyckiej). Dalszym ciągiem jej ku zachodowi jest dzisiejsza dolina środkowej Sprewy.
2. Pradolina Toruńsko-Eberswaldzka. Korzystają z niej: Wisła (od Torunia do Bydgoszczy-Fordonu), Kanał Bydgoski, Noteć (od Nakła do ujścia), Warta (do ujścia) i Odra (do Kanału Odra-Hawela).